# Сервестан
Сервеста́н (перс. سروستان‎) — город на юге Ирана, в провинции Фарс. Административный центр шахрестана Сервестан. Топоним Сервестан переводится с персидского, как «страна кедров».

## География
Город находится в центральной части Фарса, в горной местности юго-восточного Загроса, на высоте 1 545 метров над уровнем моря.
Сервестан расположен на расстоянии приблизительно 70 километров к юго-юго-востоку от Шираза, административного центра провинции и на расстоянии 725 километров к юго-юго-востоку от Тегерана, столицы страны.

## Население
По данным переписи, на 2006 год население составляло 16 846 человек; в национальном составе преобладают персы, в конфессиональном — мусульмане-шииты.

## Достопримечательности
Город возник в эпоху правления персидской династии Ахеменидов. При Сасанидах, в период правления шахиншаха Бахрама V (420—439) в Сервестане был возведён архитектурный комплекс, который, предположительно, выполнял функцию либо резиденции губернатора, либо зороастрийского храма огня.